# لويس أغاسيز شو الثاني
لويس أغاسيز شو الثاني (بالإنجليزية: Louis Agassiz Shaw II)‏ (1906 - 1987)؛ روائي أمريكي. درس في جامعة هارفارد.